# Caiophora lateritia
Caiophora lateritia là một loài thực vật có hoa trong họ Loasaceae. Loài này được (Hook.) Benth. mô tả khoa học đầu tiên năm 1839.

## Hình ảnh

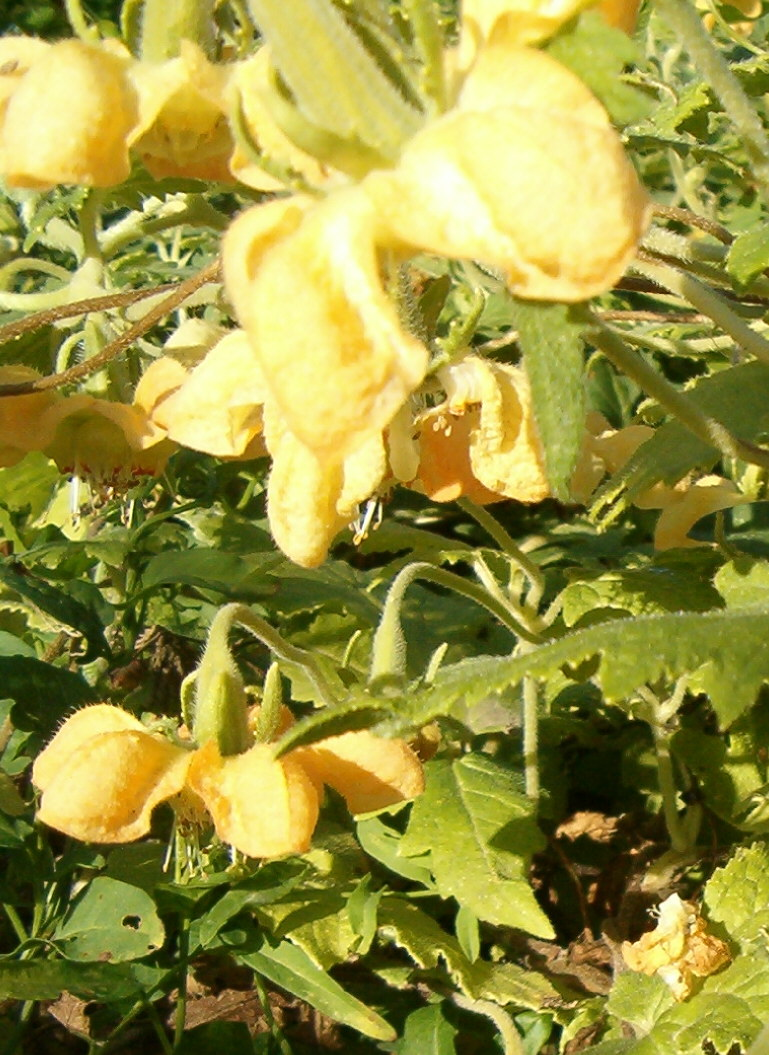